# Saint-Cirice
Saint-Cirice är en kommun i departementet Tarn-et-Garonne i regionen Occitanien i södra Frankrike. Kommunen ligger i kantonen Auvillar som tillhör arrondissementet Castelsarrasin. År 2022 hade Saint-Cirice 148 invånare.

## Befolkningsutveckling
Antalet invånare i kommunen Saint-Cirice
| Referens: INSEE |